# Luigi Griffanti
Luigi Griffanti (* 20. April 1917 in Turbigo; † 2. Mai 2006 in Florenz) war ein italienischer Fußballspieler. Er spielte auf der Position des Torhüters.
Zur Saison 1938/39 wechselte der damals erst 21-Jährige von Vigevano zur AC Fiorentina. Dort spielte er in der Folge sieben Saisons, ehe er am Ende der Saison 1945/46 zur AC Venezia wechselte. Während seiner Zeit bei den Florentinern gelang ihm zunächst der Aufstieg in die Serie A und anschließend sogar der Gewinn der Coppa Italia.

## Vereine
- Vigevano
- AC Fiorentina Serie B 1938/39–1939/40: 33 Spiele
- AC Fiorentina Serie A 1939/40–1943/44: 105 Spiele
- AC Turin Campionato Alta Italia 1943/44
- AC Fiorentina Girone Misto 1945/46: 19 Spiele
- AC Fiorentina 1938/39–1940/41: 11 Spiele
- AC Venezia

Gesamt:
- Serie A: 105 Spiele
- Serie B: 33 Spiele
- Girone Misto: 19 Spiele
- Coppa Italia: 11 Spiele

Total: 168 Spiele

## Erfolge
- Coppa Italia: 1939/40